# أمريكا المفتوحة 1974 (كرة مضرب)
قائمة بالأبطال في بطولة 1974 أمريكا المفتوحة:

## الكبار

### فردي رجال
جيمي كونرز هزم  كين روزوال, 6-1, 6-0, 6-1

### فردي سيدات
بيلي جين كينغ هزم  إيفون غولاغونغ, 3-6, 6-3, 7-5

### زوجي رجال
بوب لوتز و ستان سميث هزم  باتريسيو كورنيجو و جيمي فايلول, 6-3, 6-3

### زوجي سيدات
روزي كاسالس و بيلي جين كينغ هزم  فرانسيس دور و بيتي ستوف, 7-6, 6-7, 6-4

### زوجي مختلط
بام تيجواردن و جيوف ماسترز هزم  كريس إيفرت و جيمي كونرز, 6-1, 7-6

## الشباب

### فردي أولاد
بيلي مارتن هزم  فريدي تايجان 6-4, 6-2

### فردي بنات
إيلانا كلوس هزم  ميما ياسوفيتش 6-4, 6-3

### زوجي أولاد
بدأت هذه البطولة في 1987

### زوجي بنات
بدأت هذه البطولة في 1987